# Rogo di libri e la sepoltura di studiosi

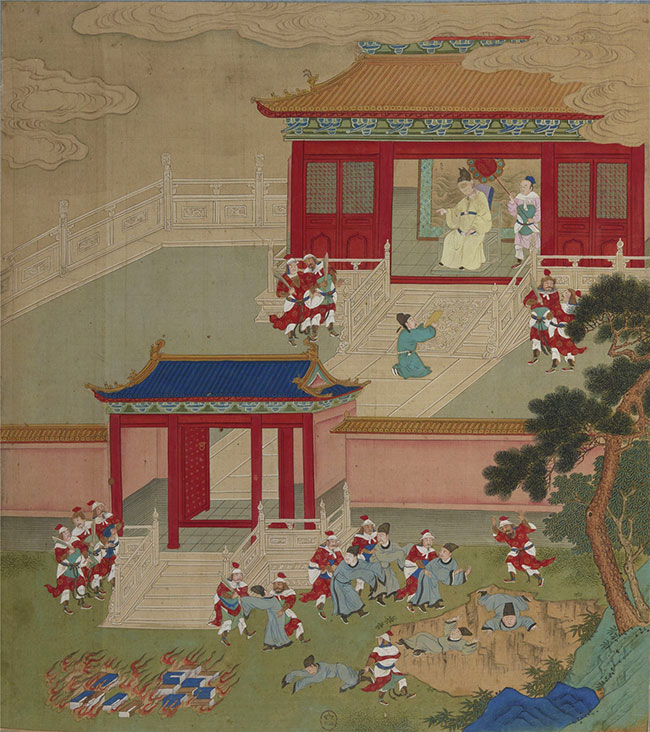
Uccidi studiosi e brucia libri (pittura cinese del XVIII secolo)

Il rogo di libri e la sepoltura di studiosi (Cinese tradizionale, 焚書坑儒; Cinese semplificato, 焚书坑儒; pinyin, Fénshū Kēngrú) fu il presunto rogo di testi nel 213 a.C. e la sepoltura vivente di 460 studiosi confuciani nel 212 a.C. ordinati dall'imperatore cinese Qin Shi Huang. Gli eventi avrebbero distrutto i trattati filosofici delle Cento Scuole di Pensiero, con l'obiettivo di rafforzare la filosofia ufficiale di governo Qin, il legismo. 
Durante questo periodo, le cento scuole di pensiero furono perseguitate, mentre il legismo sopravvisse. Un effetto collaterale è stato l'emarginazione dell'ideologia della scuola Mozi a favore del pensiero di Confucio. La principale fonte di informazioni su questi eventi è il documento Memorie di uno storico, di Sima Qian; tuttavia, pochi studiosi ritengono che questa fonte rifletta ciò che è realmente accaduto.

## Libri in fiamme
Secondo le memorie storiche, dopo che Qin Shi Huangdi, il primo imperatore della Cina, unificò il paese nel 221 a.C., il suo cancelliere Li Si suggerì di sopprimere il discorso intellettuale per unificare tutti i pensieri e le opinioni politiche. La giustificazione era che gli intellettuali cantavano false lodi e aumentavano il dissenso attraverso la diffamazione.
A partire dal 213 a.C., tutti i classici delle Cento Scuole di Pensiero, ad eccezione di quelli della scuola di Li Si nota come Legismo, furono oggetto di rogo. Qin Shi Huang ha attaccato le altre scuole di pensiero per paura che avrebbero minato la sua legittimità e ha scritto i suoi libri di storia. Li Si fece in modo che tutte le storie negli archivi imperiali, eccetto quelle scritte dagli storici di Qin, venissero bruciate; che i testi di poesia classica, i testi di storia classica e le opere di studiosi delle diverse scuole siano consegnati alle autorità locali per essere bruciati; che chiunque abbia fatto riferimento a uno di questi due libri in particolare sia giustiziato; che coloro che usavano esempi antichi per satirizzare la politica contemporanea furono condannati a morte insieme alle loro famiglie; che le autorità che non hanno segnalato i casi giunti alla loro attenzione sarebbero ugualmente colpevoli; e che coloro che non avevano bruciato i libri e i testi designati entro i 30 giorni stabiliti sarebbero stati espulsi a nord come detenuti per lavorare alla costruzione della Grande Muraglia.
Gli unici libri che furono salvati dalla distruzione furono libri di guerra, medicina, agricoltura e divinazione.

## La sepoltura degli intellettuali
Dopo essere stato ingannato da due alchimisti mentre cercava di prolungare la sua vita, Qin Shi Huangdi ordinò che più di 460 studiosi della capitale fossero seppelliti vivi nel secondo anno del divieto, mentre Wei Lan Jiao nel secondo secolo aggiunge altri 700 al numero totale. Poiché alcuni di loro erano anche intellettuali confuciani, suo figlio Fusu gli consigliò che questa poteva essere una misura drastica che poteva causare instabilità colpendo chi rispettava Confucio in una situazione di recente unificazione del Paese e con nemici non ancora pacificati. Tuttavia, non fu in grado di cambiare l'opinione di suo padre e fu invece mandato a guardia del confine in esilio. La rapida caduta della dinastia Qin fu attribuita a questo divieto. Il confucianesimo fu ristabilito dalla dinastia Han che seguì, e divenne l'ideologia ufficiale dello stato imperiale cinese, in parte perché molte delle altre scuole erano scomparse.